# Matjaž Tribušon
Matjaž Tribušon, slovenski dramski, televizijski in filmski igralec, * 5. april 1962, Ljubljana
Je nekdanji profesor dramske igre in umetniške besede na AGRFT.
Bil je reden gost v slovenskih institucionalnih in komercialnih gledališčih. Igral je v več slovenskih filmih, med njimi v Odpadniku, Črni orhideji, Primer Langus, Dvojina, Ivan itd. Ena vidnejših televizijskih vlog je bila v nadaljevanki Začnimo znova.

### Študij in zaposlitveni status
Študiral je na Akademiji za gledališče, radio, film in televizijo v Ljubljani , kjer je leta 1989 diplomiral in se nato zaposlil v Drami SNG Maribor ter nato še v ljubljanski drami, kjer se je po desetletnem obdobju na svobodi (2000–2010) tudi ustalil.

### Obtožba zaradi spolnega nadlegovanja
V začetku februarja 2021 je Mia Skrbinac, igralka in nekdanja študentka AGRFT, v televizijskih oddajah Tednik in TV Dnevnik spregovorila o tem, da jo je na akademiji dve leti, med 2014 in 2016, spolno nadlegoval eden od profesorjev, nato pa je istega meseca proti Tribušonu uradno vložila prijavo spolnega nadlegovanja z zlorabo položaja.
Posledično je bil najprej umaknjen od dela s študenti, nato pa odpuščen z omenjenega delovnega mesta, zaradi česar je tožil AGRFT. Delovno in socialno sodišče v Ljubljani je ugotovilo, da je izredna odpoved pogodbe o zaposlitvi, ki jo je podala Univerza v Ljubljani, pravočasna, utemeljena in zakonita. Ta odločitev še ni pravnomočna, nanjo se Tribušon lahko pritoži.
Ljubljanski kriminalisti so junija 2021 na ljubljansko okrožno državno tožilstvo proti njemu podali kazensko ovadbo »zaradi kaznivih dejanj s področja spolne nedotakljivosti«.
1. decembra 2022 je tožilstvo zoper Tribušona vložilo obtožnico, ki mu očita kaznivo dejanje kršitve spolne nedotakljivosti z zlorabo položaja po drugem odstavku 174. člena kazenskega zakonika. Po njem se osebo, ki z zlorabo svojega položaja spolno občuje ali stori kakšno drugo spolno dejanje z osebo, starejšo od 15 let, ki mu je zaupana v učenje, vzgojo, varstvo in oskrbo, kaznuje z zaporom od enega do osmih let. Obtožnica še ni pravnomočna, ker je bil proti njej vložen ugovor.
Tribušon se o celotni zadevi ne želi pogovarjati z mediji. Sodeluje z odvetnikoma Jožefom Klavdijem Novakom iz odvetniške družbe Čeferin in Primožem Cegnarjem.

## Nagrade in priznanja
- 2012 – žlahtni komedijant na 21. Dnevih komedije (za vlogo Charlesa Smitha v predstavi November avtorja Davida Mameta, SNG Drama Ljubljana)
- 2011 – nagrada Sklada Staneta Severja (za vlogo Charlesa Smitha v predstavi November avtorja Davida Mameta, SNG Drama Ljubljana)
- 2005 – nagrada za izjemen igralski dosežek SKUP 2005 Ptuj (za vlogo Wilhelma, Werther/Werther, Prešernovo gledališče Kranj)
- 2004 – nagrada žirije za igralski dosežek na festivalu Zlati lev v Umagu (za vlogo Nicka, M. Ravenhill Nekaj eksplicitnih fotk, Prešernovo gledališče Kranj)
- 1993 – Borštnikova nagrada za igro (za vlogo Vergila, Dante/Prokić/Pandur La divina commedia, SNG Drama Maribor)
- 1992 – Borštnikova nagrada občinstva (za vlogo Don Juana, Moliere Don Juan, Drama SNG Maribor)[14][3]